# Blace (Konjic)
Pour les articles homonymes, voir Blace.
Blace (en serbe cyrillique : Блаце) est un village de Bosnie-Herzégovine. Il est situé dans la municipalité de Konjic, dans le canton d'Herzégovine-Neretva et dans la fédération de Bosnie-et-Herzégovine. Selon les premiers résultats du recensement bosnien de 2013, il ne compte plus aucun habitant.

## Histoire
Sur le territoire du village se trouve un important site situé près du Blatačko jezero et dans une partie des gorges de la Rakitnica ; sur 20 hectares, ce site naturel est inscrit sur la liste des monuments nationaux de Bosnie-Herzégovine. L'ensemble tire aussi sa valeur des découvertes qui y ont été effectuées et des monuments qu'il abrite, eux aussi classés : 7 tumuli préhistoriques, 5 nécropoles avec en tout 45 stećci (un type particulier de tombes médiévales) et 1 nécropole avec 9 nişans (stèles ottomanes).

## Démographie

### Évolution historique de la population
| 1948 | 1953 | 1961 | 1971 | 1981 | 1991 | 2013 |
| ---- | ---- | ---- | ---- | ---- | ---- | ---- |
| -    | -    | 177  | 142  | 39   | 21   | 0    |

|  |

### Répartition de la population par nationalités (1991)
En 1991, les 21 habitants du village étaient tous serbes.